# Tadeáš Hájek
Tadeáš Hájek z Hájku (Pronunciación checa: [ˈtadeaːʃ ˈɦunːjɛk ˈzɦunːjku]) (Praga, 1 de diciembre de 1525 - ibídem, 1 de septiembre de 1600), también conocido como Taddeus Hajeck, Tadeáš Hájek de Hájek, Thaddaeus Hagecius ab Hayek o Thaddeus Nemicus, fue el médico personal del Emperador del Sacro Imperio Romano Germánico Rodolfo II. Nacido en Bohemia, también se dedicó a la astronomía.

## Semblanza
Tadeáš Hájek era hijo de Šimon Hájek (hacia 1485-1551), miembro de una antigua familia de Praga. Ennoblecido en 1554 por Fernando I de Alemania y nombrado caballero en 1571 por Maximiliano II, recibió de Rodolfo II el título de caballero del Sacro Imperio Romano Germánico. Casado en tres ocasiones, fue padre de tres hijos y de una hija.
Entre 1548 y 1549,  estudió medicina y astronomía en Viena, graduándose en 1550, obteniendo su maestría "in artibus" en 1551. En 1554 estudió medicina en Bolonia y fue a Milán el mismo año para escuchar las conferencias de Gerolamo Cardano, pero regresó pronto a Praga, donde fue nombrado profesor de matemáticas en la Universidad Carolina en 1555.
En 1584 alojó en su propia casa a los viajeros y alquimistas ingleses John Dee y Edward Kelly. El doctor Dee dejó constancia en sus memorias de su paso por Praga.
Su obra Aphorismi Metoposcopici publicada en 1561, trataba sobre la adivinación y el diagnóstico interpretando las líneas de la frente. Realizó una triangulación topográfica en el área alrededor de Praga y fue el coautor de un mapa de la ciudad en 1563 (mapa desafortunadamente desaparecido). En 1564 recibió el privilegio del Emperador autorizando la publicación en Praga de los métodos de pronóstico (excepto los astrológicos) antes de haber leído la obra. Entre 1566 y 1570, sirvió como doctor del ejército en Austria y Hungría durante la guerra con el Imperio otomano. Publicó sus estudios sobre una supernova en la constelación de Casiopea en 1572. Hájek mantuvo frecuentemente correspondencia científica con el reconocido astrónomo Tycho Brahe (1546-1601) y tuvo un papel importante en persuadir a Rodolfo II para que invitase a Brahe (y más tarde a Kepler) a Praga.
Dedicó la mayor parte de sus voluminosos escritos en latín a la astronomía y muchos le consideraron como el astrónomo más importante de su época. Hájek también mostró un gran interés en recopilar manuscritos científicos, especialmente los de Copérnico.
El propio Tycho Brahe en su obra Astronomiae Instauratae Progymnasmata (Praga, 1602) comparó sus observaciones de la "estrella nueva" (o nova) del año 1572 con las obtenidas por el "doctor Hayek de Bohemia" y las encontró bastante similares, aunque las del checo eran de menor calidad ya que no era un astrónomo tan experimentado como Brahe: pese a todo realizó excelentes observaciones del cometa del año 1577, investigó el uso de relojes para medir posiciones estelares y publicó una serie de efemérides astrológicas.
Durante su vida publicó numerosos pronósticos astrologicos en lengua checa, por lo que hasta épocas recientes había sido considerado más como un "ocultista" que como un gran científico. Mantuvo correspondencia así mismo con John Dee a raíz de su interés común en Euclides y la geometría.

## Publicaciones

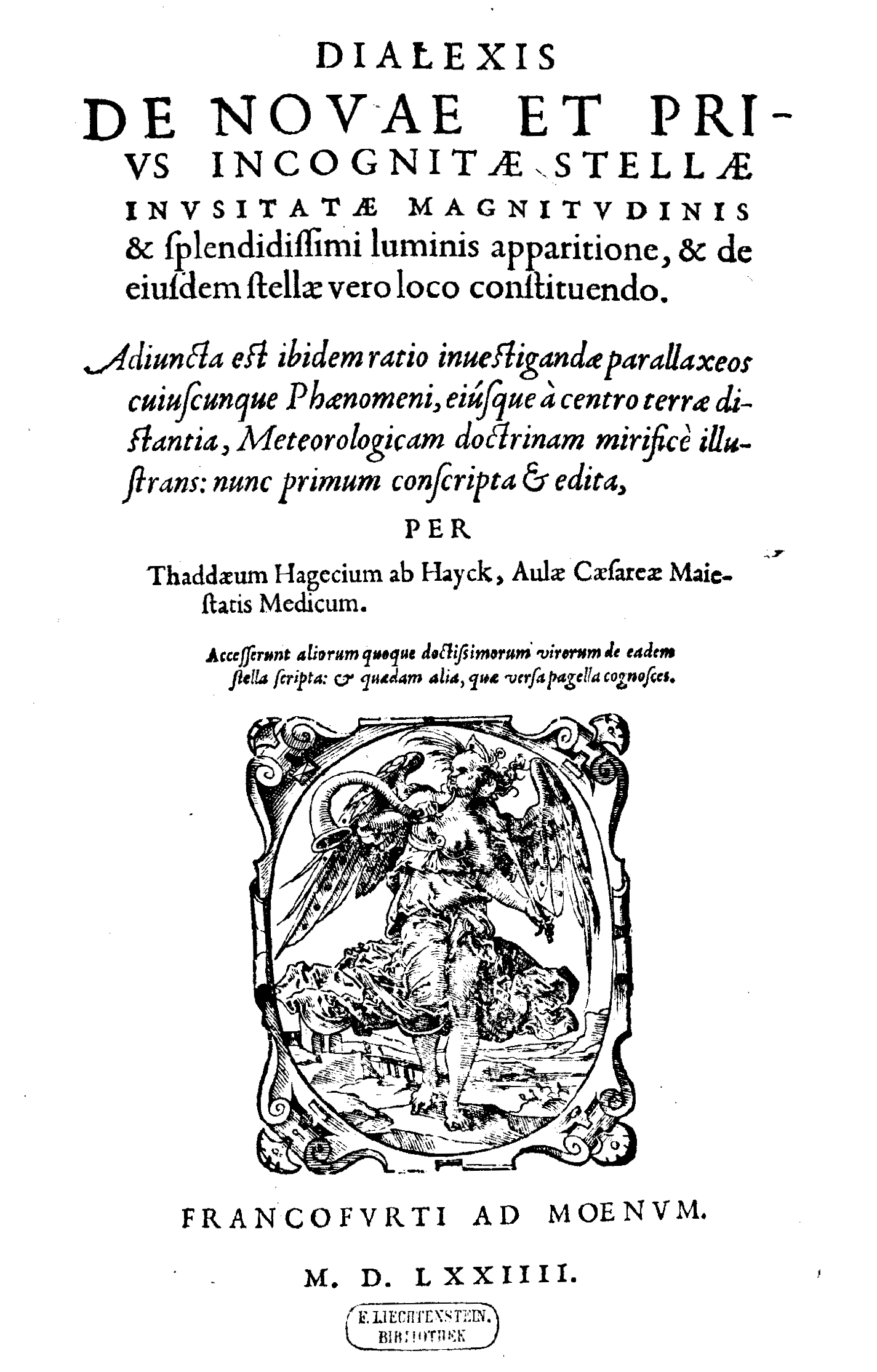
Dialexis de novae et prius incognitae stellae inusitatae magnitudinis et splendidissimi luminis apparitione, et de eiusdem stellae vero loco constituendo, 1574

- Thaddaeus Hagecius ab Hayck: Dialexis de novae et prius incognitae stellae inusitatae magnitudinis & splendidissimi luminis apparitione, & de eiusdem stellae vero loco constituendo, Frankfurt/Main, 1574, edit. Zdenek Horsky, Prague, 1967

- Z. Horský: Thaddaeus Hagecius (1525 - 1600), Ríse hvezd, Vol. 56, p. 228 - 229., 1975

## Eponimia
- El cráter lunar Hagecius y el asteroide 1995 Hajek llevan este nombre en su memoria.